# NGC 2719
NGC 2719 (другие обозначения — UGC 4718, KCPG 181A, MCG 6-20-17, ARP 202, ZWG 180.25, KUG 0857+359A, PGC 25281) — неправильная галактика в созвездии Рысь.
Галактика низкой поверхностной яркости в инфракрасном диапазоне. 
Этот объект входит в число перечисленных в оригинальной редакции «Нового общего каталога».